# 曼尼尔收藏馆

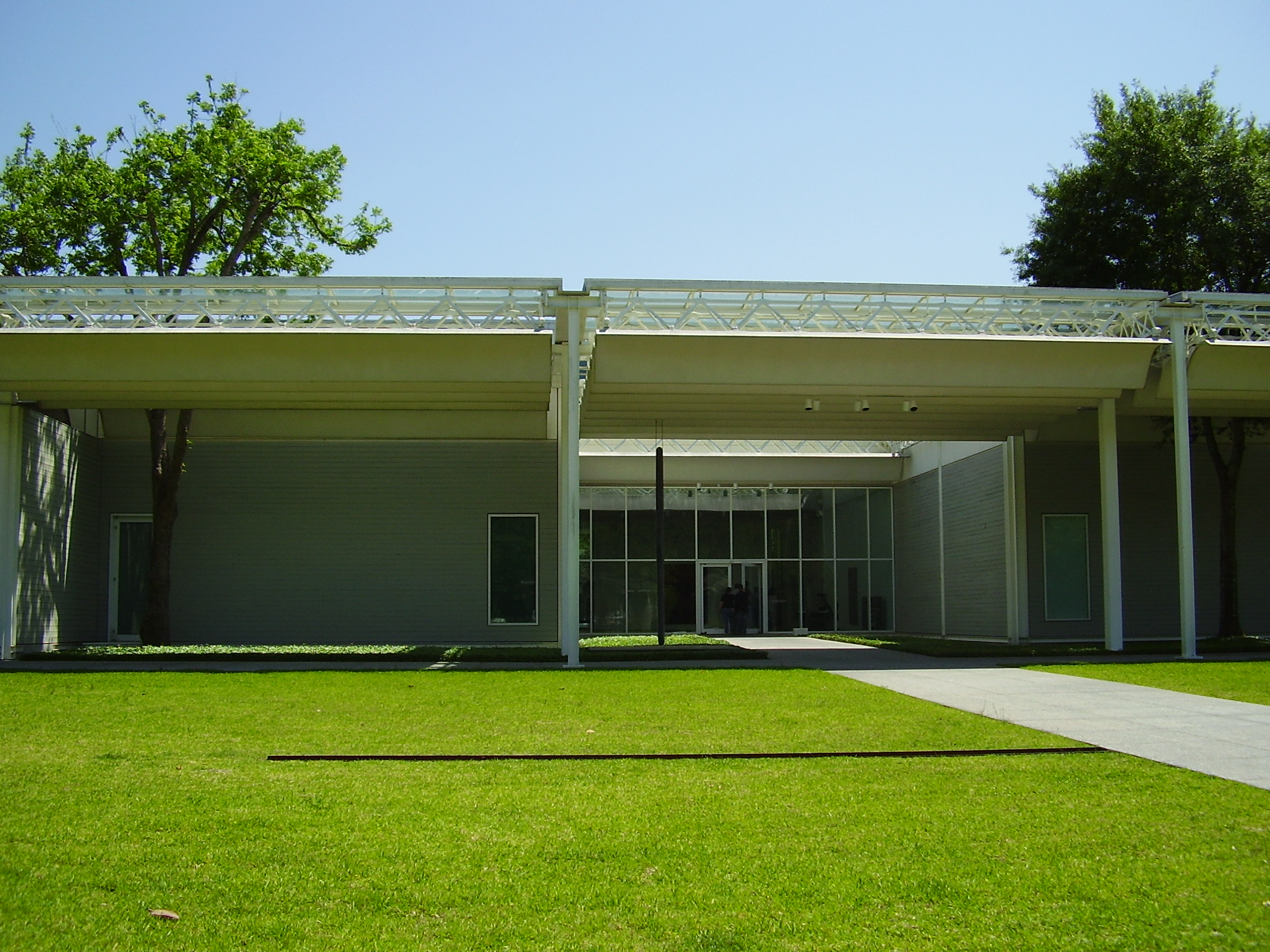
曼尼尔收藏馆

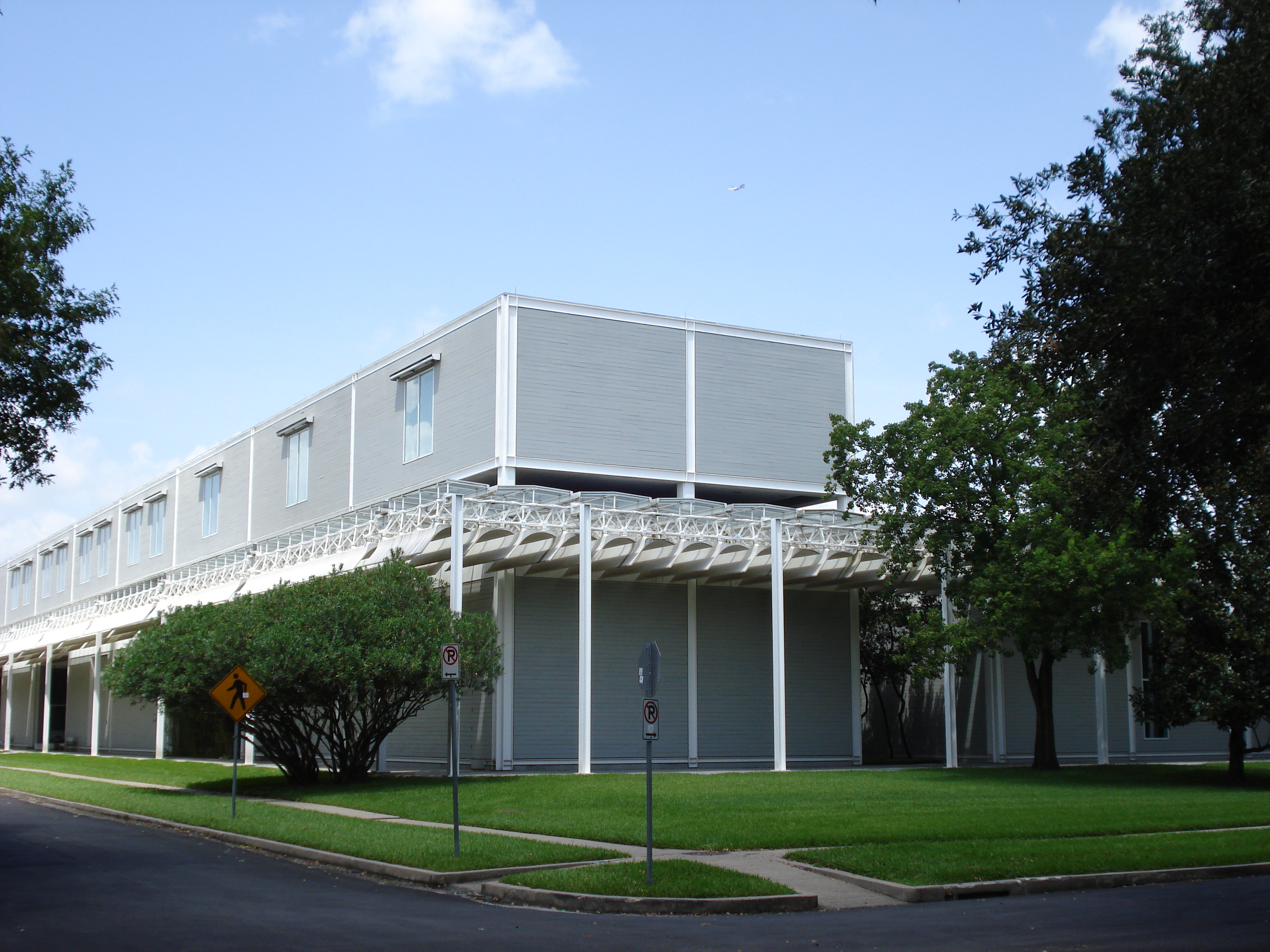
曼尼尔收藏馆一角

曼尼尔收藏馆（Menil Collection）,是美国得克萨斯州休斯敦的一个博物馆， 收藏创始人约翰·曼尼尔和多米尼克·曼尼尔的私人艺术收藏品，包括约17，000件绘画、雕塑、版画、照片和稀有书籍。
博物馆的藏品多种多样，包括20世纪早期至中期，伊夫·唐吉、雷內·马格利特、马克斯·恩斯特、曼·雷、馬塞爾·杜尚、亨利·马蒂斯和巴勃罗·毕加索等人的作品。 博物馆还收藏了大量波普艺术和当代艺术，藏品来自杰克逊·波洛克、安迪·沃荷、马克·罗斯科、罗伯特·劳森伯格等人。博物馆的永久收藏还有古物，以及拜占庭、中世纪 和部落艺术品。。

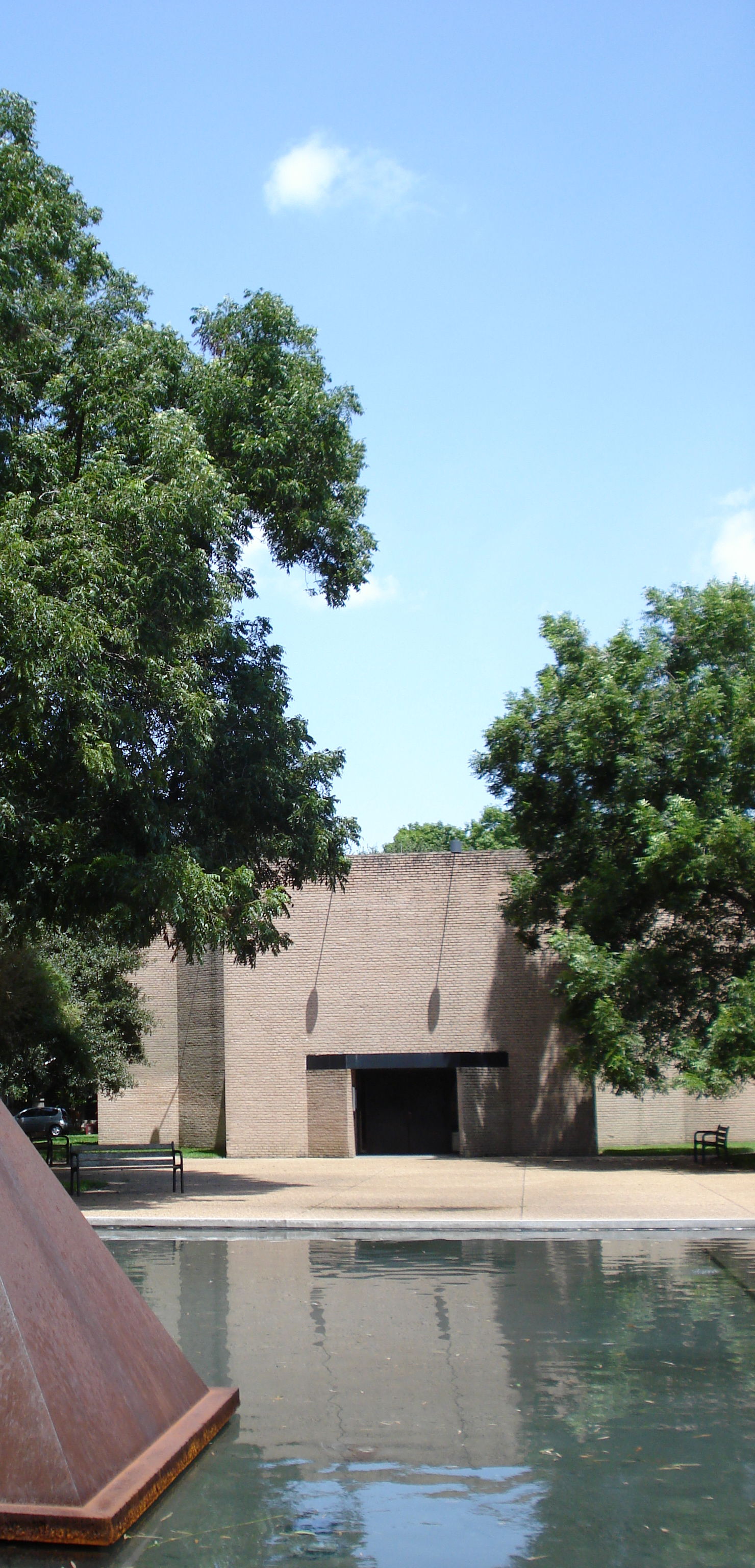
罗斯科礼拜堂与巴尼特·纽曼的《残破的方尖碑》

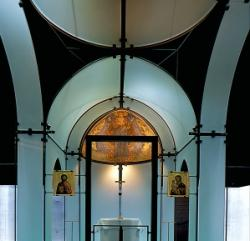
内部